# Edison Rijna

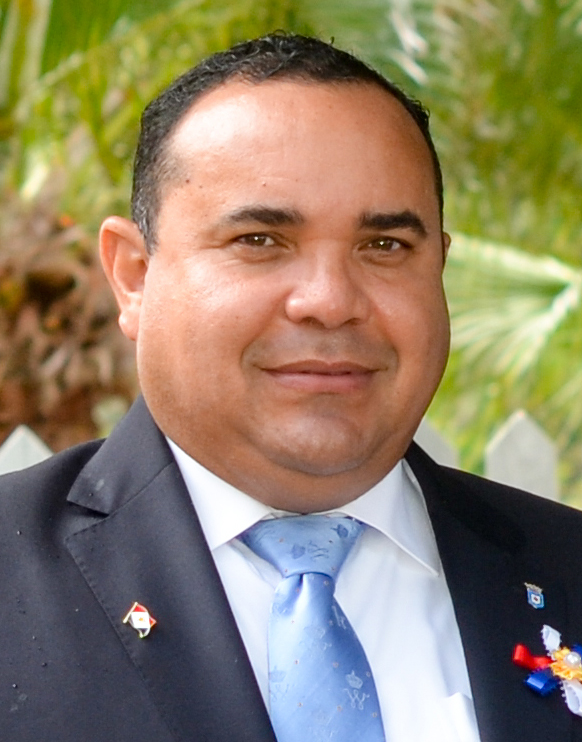
Edison Rijna

Edison Enrique Rijna (Bonaire, Países Bajos, 7 de julio de 1967) es un político neerlandés, el actual Teniente Gobernador de Bonaire. Previamente fue el Gobernador de Bonaire, desde el 1 de marzo de 2014 al 22 de agosto de ese mismo año. Estudió en la escuela Prinses Beatrix y en el instituto SGB en Bonaire.